# Deutsche Eishockey-Meisterschaft 1914
Die Deutsche Eishockey-Meisterschaft 1914 war die dritte Austragung dieser Titelkämpfe.
Spielberechtigt waren alle Amateurmannschaften des Deutschen Eislauf-Verbandes (DEV), jedoch nicht mehr als zwei Mannschaften eines Ortes oder eines Bezirks. Im Rahmen der Berliner Meisterschaft qualifizierten sich der Berliner Schlittschuhclub und der SC Charlottenburg für das Turnier. Die Spiele um die Meisterschaft fanden am 9. und 10. April 1914 im Berliner Eispalast statt.
Das preußische Kultusministerium hatte für die Meisterschaft einen Wanderpreis gestiftet. Am Tag der Finals (Karfreitag) fand zusätzlich ein 30-Kilometer-Mannschafts-Vorgaberennen statt. Der Deutsche Eislauf-Verband führte im Anschluss seinen Verbandstag durch.

## Halbfinale
| 9. April 1914 | Berliner Schlittschuhclub | 12:0 (8:0, 4:0) | DEHG Prag | Berliner Eispalast, Berlin |

| 9. April 1914 | MTV München von 1879 | 3:2 (2:1, 1:1) | SC Charlottenburg | Berliner Eispalast, Berlin |

## Endspiel
| 10. April 1914 | Berliner Schlittschuhclub | 12:1 (8:0, 4:1) | MTV München 1879 Otto | Berliner Eispalast, Berlin Zuschauer: etwa 2.000 |

### Meistermannschaften
Die Mannschaft des Berliner SC bestand aus Arthur Boak – Alfred Steinke, Franz Lange – Nils Molander – Hans Georgii, Max Holsboer, Bruno Grauel (laut Müller)
Die Mannschaft des MTV München bestand aus L. Römer – Robert Lauck, Hober – Max Schmidt – Otto, Fritz Rau, Emil Rau